# 太田富雄
太田 富雄（おおた とみお、1931年4月17日 - 2016年11月27日）は、日本の脳神経外科医、大阪医科大学名誉教授。

## 経歴
1956年京都大学医学部卒、同大学院脳神経外科博士課程修了、1961年「合成樹脂による脳動脈瘤の破裂予防およびその補強法」で京都大学より医学博士の学位を取得。大阪医科大学教授、2002年定年退任、名誉教授、医誠会病院脳機能研究所、大阪脳神経外科病院、富永脳神経外科病院院長。

## 著書
- 『脳神経外科患者の診かた』南山堂 1986
- 『脳神経外科学』改訂5版 金芳堂 1989

### 共編著
- 『脳神経外科学』西村周郎共著 金芳堂 1975
- 『意識障害ワークショップ』田崎義昭共編 医学書院 1985
- 『脳神経外科要説』梶川博共著 金芳堂 1986
- 『脳の画像診断』共編著 秀潤社 1987
- 『頭蓋骨・脳・血管の三次元画像アトラス』編著 片田和広、詠田真治、出口潤著 金芳堂 1995
- 『現代医療の光と影』編著 晃洋書房 1996
- 『脳神経外科学』改訂8版 松谷雅生共編 金芳堂 2000
- 『メディカ・メンテ 望ましい医療を求めて』編著 晃洋書房 2000

### 翻訳
- Anatole S.Dekaban『乳幼児の神経学』福山幸夫共訳 医学書院 1973
- A.Earl Walker『脳死 医学と社会の接点』メディカル・サイエンス・インターナショナル 1987
- Peter McL.Black, William C.Schoene, Lois A.Lampson 編『星状細胞腫』河本圭司共監訳 黒岩敏彦訳 金芳堂 1997
- グリーンバーグ『脳神経外科ハンドブック』監訳 黒岩敏彦、保田晃弘ほか訳 金芳堂 2000
- ジェローム B.ポスナー、クリフォード B.サパー、ニコラス D.シフ、フレッド・プラム『プラムとポスナーの昏迷と昏睡』監訳 メディカル・サイエンス・インターナショナル 2010

### 監修
- 『湯浅泰雄全集』定方昭夫、渡辺学、倉沢幸久共監修 白亜書房・ビイングネットプレス 1999‐2013

## 参考
- 『現代日本人名録』2002年